# Cornelis Petrus Tiele

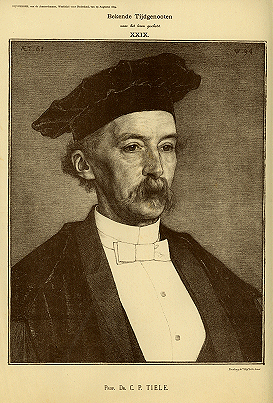

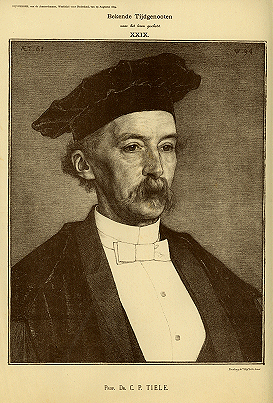

Cornelis Petrus Tiele (16 de diciembre de 1830 – 11 de enero de 1902) fue un Holandés teólogo y erudito de las religiones.

## Vida
Tiele nació en Leiden. Fue educado en Ámsterdam, primero estudiando en el Athenaeum Illustre, como se llamaba entonces a la escuela secundaria comunal de la capital, y luego en el seminario de la Hermandad Remonstrant.
Estaba destinado a ser pastor comido en su propia hermandad. Después de declinar constantemente durante un período considerable, esto aumentó su influencia en la segunda mitad del siglo XIX al ampliar los principios de los metodistas holandeses, lo que había provocado que muchos del clero liberal entre los  Luteranoss y Calvinistass pasaran a los Remonstrantes. Tiele tenía puntos de vista religiosos liberales él mismo, que enunció temprano del púlpito, como pastor Remonstrant de Moordrecht (1853) y en Rotterdam (1856).
Tras el traslado del seminario de la hermandad de Ámsterdam a Leiden en 1873, Tiele fue nombrado uno de sus principales profesores. En 1877 siguió su nombramiento en la Universidad de Leiden como profesor de la historia de la religión, una cátedra especialmente creada para él.
Con Abraham Kuenen y J. H. Scholten, entre otros, fundó la "Escuela de Leiden" de teología moderna. Desde 1867 ayudó a Kuenen, A. D. Loman y L. W. Rauwenhoff editando Theologisch Tijdschrift. En 1889 se convirtió en miembro de la Teylers Eerste Genootschap.
En 1901, renunció a su cátedra en la Universidad de Leiden y murió en enero de 1902.
El celo y el poder de trabajo de Tiele eran tan extraordinarios como su vasto conocimiento de las lenguas antiguas, pueblos y religiones, sobre los cuales sus investigaciones, según F. Max Müller, arrojan una nueva y vívida luz.

## Funciona
De sus muchos trabajos eruditos, Vergelijkende geschiedenis van de egyptische en mesopotamische Godsdiensten (1872), y Geschiedenis van den Godsdienst (1876; nueva ed. 1891), han sido traducidas al inglés, la primera de James Ballingall (1878–1882), el último de Joseph Estlin Carpenter (1877) bajo el título Outlines of the History of Religion (traducción al francés, 1885; traducción al alemán, 1895) . En 1882 se publicó una traducción al francés de la "Historia comparada".
Otras obras de Tiele son:
- De Godsdienst van Zarathustra, van het Ontstaan in Baktrie, tot den Val van het Oud-Perzische Rijk (1864) una obra ahora incorporada, pero muy ampliada y mejorada por las últimas investigaciones del autor, en el  History of Religions (vol. ii, part ii, Amsterdam, 1901), una parte que apareció poco tiempo antes de la muerte del autor.
- De Vrucht der Assyriologie voor de vergelijkende geschiedenis der Godsdiensten (1877; edición alemana, 1878)
- Babylonisch-assyrische Geschichte (dos partes, Leipzig, 1886–1888)
- Asia occidental, según los descubrimientos más recientes (Londres, 1894).[1]

También fue colaborador de la Encyclopaedia Biblica, y autor del artículo "Religiones" en la novena edición de la Encyclopædia Britannica (1875).
Un volumen de los sermones de Tiele apareció en 1865, y una colección de sus poemas en 1863. También editó (1868) los poemas de Petrus Augustus de Genestet. En su época, Tiele era más conocido entre los estudiantes de inglés por sus Esquemas y las Gifford Lectures Sobre los elementos de la ciencia de la religión, impartidas en 1896-1898 en la Universidad de Edimburgo. Aparecieron simultáneamente en holandés en Amsterdam, en inglés en Londres y Edimburgo (1897–1899, 2 vols).

## Religiones universales
Tiele fue uno de los primeros defensores de la escuela holandesa de "ciencia de la religión" y propuso que la religión es un fenómeno psicológico y una de las necesidades más profundas de los seres humanos. Tiele categorizó y estudió las religiones como religiones de la naturaleza y éticas, un concepto que George Galloway cuestionó en 1920 porque en la práctica tal distinción es difícil de trazar.
Tiele también ha sido acreditado como el fundador de la escuela holandesa de estudios comparativos de religiones, su influencia sugería ser tan significativa como Max Muller. Fue el primer profesor en los Países Bajos en ocupar una cátedra en tales estudios después de que el gobierno holandés estableciera esta posición en 1876. Tiele propuso que las religiones se desarrollen en fases, desde ser religiones de la naturaleza hasta convertirse en religiones mitológicas, luego en religiones doctrinales y, en última instancia, como religiones mundiales o universales. La última etapa contiene "santo temor", "mirar a Dios como el Altísimo" y "pertenecer al adorado para siempre, en la vida y en la muerte". En estas categorías, Tiele en 1877 colocó el budismo, el cristianismo y el islam como religiones universales. Estudios posteriores y una mejor comprensión del budismo han desacreditado algunas de las premisas de la teoría de Tiele. El budismo, como algunas otras religiones indias, es esencialmente una religión no teísta y no sugiere que sus seguidores pertenezcan a un Dios en el budismo o que "admiren a Dios como el Altísimo".

## Honores
La Universidad de Edimburgo en 1900 confirió a Tiele el grado de D.D. honoris causa, un honor otorgado previamente por las universidades de Dublín y Bolonia. También fue miembro de al menos quince sociedades científicas en los Países Bajos, Bélgica, Francia, Alemania, Italia, Gran Bretaña, y los Estados Unidos.

## Familia
Pieter Anton Tiele era su hermano